# Puyo Puyo
Puyo Puyo (яп. ぷよぷよ Пуё Пуё) — компьютерная игра-головоломка, первая в серии игр Puyo Puyo. Издана в 1991 году японской компанией Compile для домашнего компьютера MSX 2 и приставки NES.
Осенью 1992 года компания Sega получила права на издание Puyo Puyo для аркадных автоматов и для приставки Sega Mega Drive, благодаря чему игра получила распространение за пределами Японии.
Puyo Puyo имеет общие черты с играми Тетрис (1985 г.) и Dr. Mario (1990 г.).

## Игровой процесс
Основная игра Puyo Puyo ведется против хотя бы одного противника, компьютера или человека. Сама игра имеет три режима: Одиночный Пуйо Пуйо, Двойной Пуйо Пуйо и Бесконечный Пуйо Пуйо. В одиночном режиме игрок берет на себя роль Арле Нади, 16-летней заклинательницы, которая имеет удовольствие сорвать планы Темного Принца. Темный Принц хочет захватить мир, и Арле стоит на его пути. Таким образом, Арле должна сначала пробиться через 12 противников, прежде чем встретиться с Темным Принцем. За исключением Рулю, их не посылает Темный принц, и в основном они просто хотят взять с собой махинации (для Рулю она влюбилась в Темного принца). Как только Арле победит Темного Принца, мир будет спасен, и она сможет вернуться домой. Как и во всех основных играх Puyo, режим истории состоит из игры матчей Puyo с фиксированной последовательностью символов в одном из трех курсов. В режиме Double два игрока играют друг против друга. Точно так же, как и раньше, обыгрывая друг друга, игрок пытается заполнить сетку противника. Так как правила отправки такого количества мусорных блоков делали игры недолговечными, независимо от того, сколько цепочек отправлено, Compile добавил правило смещения в Puyo Puyo 2 и далее. Это позволяет игрокам противостоять атакам противников своими собственными цепями, отправляя им блоки мусора в результате переполнения. В бесконечном режиме игрок должен постоянно подбирать пуйо, чтобы набрать как можно больше очков. В режиме «Миссия» игрок должен выполнить 52 миссии, требуя, чтобы Пуйо на поле были уничтожены с помощью ограниченных фигур.

## Издание
Известно, что игра вышла 25 октября 1991 в Японии на домашний компьютер MSX2 и на игровую консоль Famicom Disk System. 1 сентября 1992 года компания Sega получила права на выпуск игры и выпустила игру на аркадные автоматы и на Sega Mega Drive, что повысило популярность серии игр. В середине 1990-х годов игра была выпущена на персональные компьютеры Microsoft Windows и Mac OS. 13 июня 2003 года игра была выпущена на мобильные телефоны только в Северной Америке. В конце 2006 года игра была портирована на Wii, а спустя 6 лет 2 месяца на Nintendo 3DS посредством Virtual Console. Летом 2019 года игра вышла за пределами Японии и была портирована на Nintendo Switch во всём мире.

## Приём и наследие
| Сводный рейтинг | Сводный рейтинг |
| Агрегатор       | Оценка          |
| --------------- | --------------- |
| GameRankings    | 54,81 %         |

Версия для Mega Drive была бестселлером в Японии в течение четырёх месяцев. Эта версия была переиздана для Wii Virtual Console в Японии 2 декабря 2006 года, в то время как аркадная версия в этом сервисе вышла 12 апреля 2011 года, в ней был добавлен онлайн режим. Были выпущены две версии для Gameboy, первая — Puyo Puyo в 1994 году и продолжение Pocket Puyo Puyo Tsuu в 1996 году.